# The Four Seasons
The Four Seasons, officiellement nommé The Four Seasons Partnership, est un groupe américain de pop rock, formé en 1960 par Bob Gaudio et Frankie Valli. Il est également appelé sous divers noms et variantes, comme Frankie Valli and The Four Seasons
À ses débuts, le groupe se distingua des autres groupes américains similaires de l'époque par l'utilisation d'un son italo-américain traditionnel. Vers le milieu des années 1960, The Four Seasons étaient internationalement connus.

## Biographie
En 1958, Bob participe à une audition qui se tient en la salle de bowling de Union Township, dans le comté d'Union (État du New Jersey), mais il échoue, toutefois il rencontre à nouveau Frankie Valli et les deux artistes s'entendent pour former The Four Seasons : Bob Gaudio et Frankie Valli, rejoints par Tommy DeVito et Nick Massi. Bob et Frankie sont les seuls membres constants du groupe, et les seules carrières retenues par le monde de la musique. Bob se fait remarquer en 1962, composant le premier hit du groupe, Sherry, chanson écrite en 15 minutes, juste avant une répétition du groupe.
Les succès sont nombreux, parfois coécrits par le producteur Bob Crewe, souvent en tant que parolier. Bob a écrit une suite de hits pour son groupe, dont on retient Sherry, Big Girls Don't Cry, Walk Like a Man, Dawn (Go Away), Ronnie, Rag Doll, Save It for Me, Big Man in Town, Bye, Bye, Baby (Baby Goodbye), Girl Come Running, Beggin', The Night et Can't Take My Eyes Off You. Les compositions du duo Crewe/Gaudio deviennent également des hits une fois repris par d'autres artistes : The Tremeloes (Silence is Golden, enregistré pour la face B d'un single Rag Doll), et The Walker Brothers (The Sun Ain't Gonna Shine Anymore).

## Formation
De nombreux musiciens sont passés par ce groupe, Bob et Frankie sont les deux seules figures constantes. Bob ne joue plus sur scène, Frankie restant le seul membre original.
Le groupe a connu d'autres noms.

### Avant 1960
- Frank Valley
- Variatones
- Frankie Nolan
- Frankie Tyler
- Frankie Vally
- Frankie Valley
- Frankie Valley and the Travelers
- Frankie Valle and the Romans
- The Village Voices
- Billy Dixon and the Tropics
- The Topics
- The Topix
- The Four Lovers
- Frankie Love and the Four Lovers
- Eric Anthony

### 1960 et après
- The Four Seasons
- Hal Miller and the Rays
- Johnny Halo featuring The Four Seasons
- The 4 Seasons
- The Wonder Who?
- Frankie Valli
- The Valli Boys
- Frankie Valli and The Four Seasons
- Frankie Valli and The New Seasons

## Discographie
| - 1962: Sherry & 11 Others - 1962: Four Seasons Greetings (réédité en 1966 sous le titre The 4 Seasons Christmas Album) - 1963: Big Girls Don't Cry and 12 Others - 1963: Ain't That a Shame and 11 Others - 1963: Golden Hits of the 4 Seasons - 1964: Born to Wander - 1964: Dawn (Go Away) and 11 Other Great Songs - 1964: Folk Nanny (renommé plus tard Stay & Other Great Hits) - 1964: Rag Doll - 1964: More Golden Hits of the 4 Seasons - 1964: Girls, Girls, Girls - We Love Girls - 1964: The Beatles vs. The Four Seasons - 1965: The 4 Seasons Entertain You - 1965: The 4 Seasons Sing Big Hits by Burt Bacharach, Hal David, and Bob Dylan - 1965: Recorded Live on Stage - 1965: Gold Vault of Hits - 1966: Working My Way Back to You - 1966: Second Gold Vault of Hits - 1966: Lookin' Back - 1968: Edizione d'oro (Gold Edition) (2 LP greatest hits package) - 1969: Genuine Imitation Life Gazette - 1970: Brotherhood of Man - 1970: Half and Half (album)\|Half and Half (half as Four Seasons, half as Frankie Valli "solo") - 1972: Chameleon - 1973: Inside You | - 1974: The Greatest Hits of the Fabulous Frankie Valli and the 4 Seasons (4 LP boxed set) - 1975: Who Loves You - 1975: The Four Seasons Story (2 LP compilation) - 1976: Helicon - 1980: Superstar Series Vol. 4 - 1981: Reunited - Live with Frankie Valli (2 LP set) - 1982: The Complete Musical Treasury (4 LP boxed set) - 1984: Certified Gold (Volumes I, II, and III) - 1985: Streetfighter - 1985: Silver Anniversary Collection (AKA 25th Anniversary Collection - 3 LP set) - 1987: Frankie Valli and The 4 Seasons, 25th Anniversary Collection - 4 LP box w booklet; Rhino Records RNRP 72998-1 - 1988: Anthology - 1988: Hits - 1990: Rarities (Volumes I and II) - 1992: Hope and Glory - 1993: The Four Seasons Dance Album - 1993: Dance Album - 1994: Sing for You - 1995: Oh What a Night - 1996: Four Seasons with Frankie Valli - 1999: Rock and Roll Collection (3 CD set) - 2001: In Season: The Frankie Valli & the 4 Seasons Anthology (2 CD set) - 2001: Off Seasons: Criminally Ignored Sides from Frankie Valli & the 4 Seasons - 2002: The Very Best of Frankie Valli & The Four Seasons - 2007: Jersey Beat: The Music Of Frankie Valli & The 4 Seasons (3 CD set) |

## Film
Clint Eastwood a réalisé un film, Jersey Boys (sorti en 2014), retraçant la carrière du groupe The Four Seasons.